# 869 Mellena
869 Mellena è un asteroide della fascia principale del diametro medio di circa 18,52 km. Scoperto nel 1917, presenta un'orbita caratterizzata da un semiasse maggiore pari a 2,6924669 UA e da un'eccentricità di 0,2157594, inclinata di 7,83883° rispetto all'eclittica.
Il suo nome è in onore di Werner von Melle, sindaco di Amburgo che promosse la costruzione dell'università.